# Apagar el foc
"Apagar el foc" (títol original en anglès "Cold Fire") és el desè episodi de la segona temporada i el 26è del total de la sèrie de televisió de ciència-ficció estatunidenca Star Trek: Voyager. La història va ser escrita per Brannon Braga i dirigit per Cliff Bole. L'episodi es va emetre originalment a UPN el 13 de novembre de 1995.
Ambientada al segle XXIV, la sèrie segueix les aventures de la tripulació de la Flota Estel·lar i els Maquis de la nau estel·lar USS Voyager després de quedar encallats al Quadrant Delta lluny de la resta de la Federació. Aquest episodi és una seqüela directa de l'estrena de la sèrie "El Guardià" i explora l'existència d'una altra entitat pertanyent a l'espècie alienígena Guardià. Aquest és també el primer episodi des de "El Guardià" que representa membres de l'espècie ocampa que no siguin Kes.

## Argument
Kes i el Doctor noten un canvi peculiar a les restes del Guardià, l'alienígena que va atrapar la Voyager al Quadrant Delta. Semblen estar ressonant en resposta a una font d'energia inusual. Recordant que el Guardià moribund havia esmentat una femella de la seva espècie, Janeway es pregunta si podria ser a prop. Si és així, una trobada amb ella podria ser el seu bitllet de tornada a casa. Com a precaució, Tuvok desenvolupa una toxina que podria debilitar la forma de vida femenina si representa una amenaça. Seguint el rastre d'energia, la tripulació arriba a una estació espacial habitada per ocampa, que dispara contra la nau.
Kes accepta actuar com a enllaç de la tripulació amb la seva gent, i quan la líder ocampa, Tanis, puja a la "Voyager", ella li assegura que la tripulació arriba en pau. En una reunió privada, Tanis li diu a Kes que la Nacene femenina, Suspiria, és a prop. Ha tingut cura d'aquest grup d'ocampa durant 300 anys i els ha ensenyat a desenvolupar les seves habilitats psicocinètiques. Ell mostra a Kes una mostra de les poderoses habilitats que encara no ha aprofitat. Més tard, Tanis es comunica amb Suspiria, que li exigeix que li lliuri la "Voyager".
Mentre Tanis guia la tripulació fins a Suspiria, ensenya a Kes les seves habilitats telepàtiques. Les lliçons gairebé acaben en desastre quan Kes intenta bullir aigua amb la ment i, per al seu horror, bull inadvertidament la sang de Tuvok. Ell s'esfondra, retorçant-se d'agonia.
Tuvok es recupera de l'incident gairebé fatal. Kes s'adona de tot el potencial dels seus poders mentals quan la seva ment fa que les plantes de la badia d'aeropònica es cremin. Tanis insta Kes a deixar la "Voyager" i viure a l'estació espacial Ocampa, on diu que serà abraçada per Suspiria i envoltada de la seva pròpia gent.
Suspiria, que creu les mentides difoses pels Kazon i altres sobre la "Voyager", puja a bord. Li diu a Janeway que els destruirà en represàlia per la mort de la tripulació del Guardià. Quan Kes s'adona del seu monstruós complot, Suspiria ja ha atacat diversos oficials. Kes, al seu torn, ataca Tanis amb les seves habilitats psíquiques ampliades, i el dolor de Tanis incapacita temporalment Suspiria. Janeway aconsegueix llavors disparar la toxina, sotmetent-la. Janeway permet que Suspiria i Tanis abandonin la nau, mentre que Kes roman amb els seus amics a la "Voyager".

## Actors convidats
- Gary Graham - Tanis
- Lindsay Ridgeway - Suspiria
- Norman Large - Home ocampa

## Producció
"Apagar el foc" es va desenvolupar sota el títol provisional "Untitled Kes Firebug". Mentre escrivia l'episodi, Anthony Williams va treballar com a subdirector de publicitat a Paramount Pictures.L'esborrany final del guió es va completar i presentar el 30 d'agost de 1995. El guió televisiu va ser dirigit per Brannon Braga. "Apagar el foc" es va ambientar a la data estel·lar 49164.8; no es va esmentar durant l'episodi, però es va incloure al guió de rodatge. Segons el productor executiu Rick Berman, Suspiria s'havia desenvolupat en resposta a les preocupacions de l'estudi que centrar la sèrie en un equip separat de casa seva seria massa depriment. Berman es va referir al personatge com una mesura de "cobrir-se el cul", ja que permetia un "canvi fonamental" en la premissa de la sèrie en cas d'una resposta negativa dels espectadors..
El director Cliff Bole es va reunir amb l'estrella convidada Gary Graham durant el rodatge de l'episodi; la parella havien treballat junts a la sèrie M.A.N.T.I.S. Graham no va gaudir del seu temps a Star Trek: Voyager, comparant-ho amb "fer un parcial quan realment, realment has de treure una bona nota". Tot i que va demanar que es canviessin "dues paraules", va dir que havia "trigat trenta minuts a obtenir l'aprovació del guió de la Torre d'Ivori". Va comparar negativament "Voyager" amb el seu temps a la sèrie Alien Nation, que va descriure com un "escenari molt relaxat i alegrement creatiu", i la seva actuació com a Soval a Star Trek: Enterprise, que va considerar que tenia un procés de rodatge més relaxat.

## Recepció
"Apagar el foc" té una puntuació de 7,4 sobre 10 a TV.com a partir del 2018. Va tenir una qualificació de 6,1 punts Nielsen el 1995 i es va emetre per primera vegada el 13 de novembre de 1995 a UPN.

### Cites
1. ↑  «Star Trek: Voyager Season 2 Episodes | 26 Episodes  1995 - 1996».  TV Guide. Arxivat de l'original el 2024-12-05. [Consulta: 27 febrer 2025].
2. 1 2  «Lilly Library Manuscript Collections».  Lilly Library. Arxivat de l'original el December 5, 2012.
3. ↑  «The Best of All Worlds». Star Trek Monthly (10) (New York: Titan Magazines). December 1995.
4. ↑  Ruditis (2003): p 76
5. ↑  Poe (1998): p 192
6. ↑  Florence, Bill (February 1998). «Interview – Cliff Bole». The Official Star Trek: Voyager Magazine (15) (New York: Titan Magazines).
7. ↑  Gross & Altman (1996)
8. ↑  T'Bonz. «Graham: T'Pol Was Soval's Daughter». TrekToday, 16-03-2012. [Consulta: 28 octubre 2018].
9. 1 2  TV.com. «Star Trek: Voyager: Cold Fire». TV.com. Arxivat de l'original el 2018-01-03. [Consulta: 19 maig 2018].
10. ↑  «WebTrek - Star Trek: Voyager * NIELSEN RATINGS». users.telenet.be.